# 673

## Събития
Създаването на Гръцкия огън